# كريستي كلاريدج
كريستي كلاريدج (بالإنجليزية: Christie Claridge)‏ هي عارضة أمريكية، ولدت في 19 نوفمبر 1962.

## وصلات خارجية
- كريستي كلاريدج على موقع IMDb (الإنجليزية)
- كريستي كلاريدج على موقع قاعدة بيانات الفيلم (الإنجليزية)